# 담양 한재초교 석불상
담양 한재초교 석불상은 전라남도 담양군 대전면 대치리, 한재초등학교에 있다. 2003년 6월 30일 담양군의 향토문화유산 제2-4호로 지정되었다.

## 개요
고려 말에 제작되었을 것으로 추정되는 석불로, 담양 한재초등학교 교정에 있는데 원래 학교 인근에 있던 것을 옮겨온 것이라고 한다. 사찰 법당에 모셨던 불상이 아니라 동네 길가에 세웠던 미륵불로 여겨진다. 파손과 마멸이 심한 상태이며, 허리 아랫부분이 땅 속에 묻혀 있어 좌상인지 입상인지도 확실하지 않다. 다만 매몰된 형태로 보아 좌상일 가능성이 더 많은 것으로 보인다.

## 같이 보기
- 한재초등학교